# رومولو بورگاس مونتیرو
رومولو بورگاس مونتیرو (به پرتغالی: Rômulo Borges Monteiro) هافبک اهل برزیل است که در شهر Picos و در تاریخ ۱۹ سپتامبر ۱۹۹۰ به دنیا آمده‌است.
رومولو بورگاس مونتیرو در تیم‌های فوتبال واسکو دوگاما ،اسپارتاک مسکو سابقهٔ حضور دارد. این بازیکن همچنین در سال، 2012 برای، Brazil Olympic به میدان رفته‌است 